# Moedergodin
Een moedergodin of Almoeder is een vrouwelijke god en moederlijk symbool van schepping, creativiteit, geboorte, vruchtbaarheid, seksuele vereniging, verzorging en de levenscyclus.

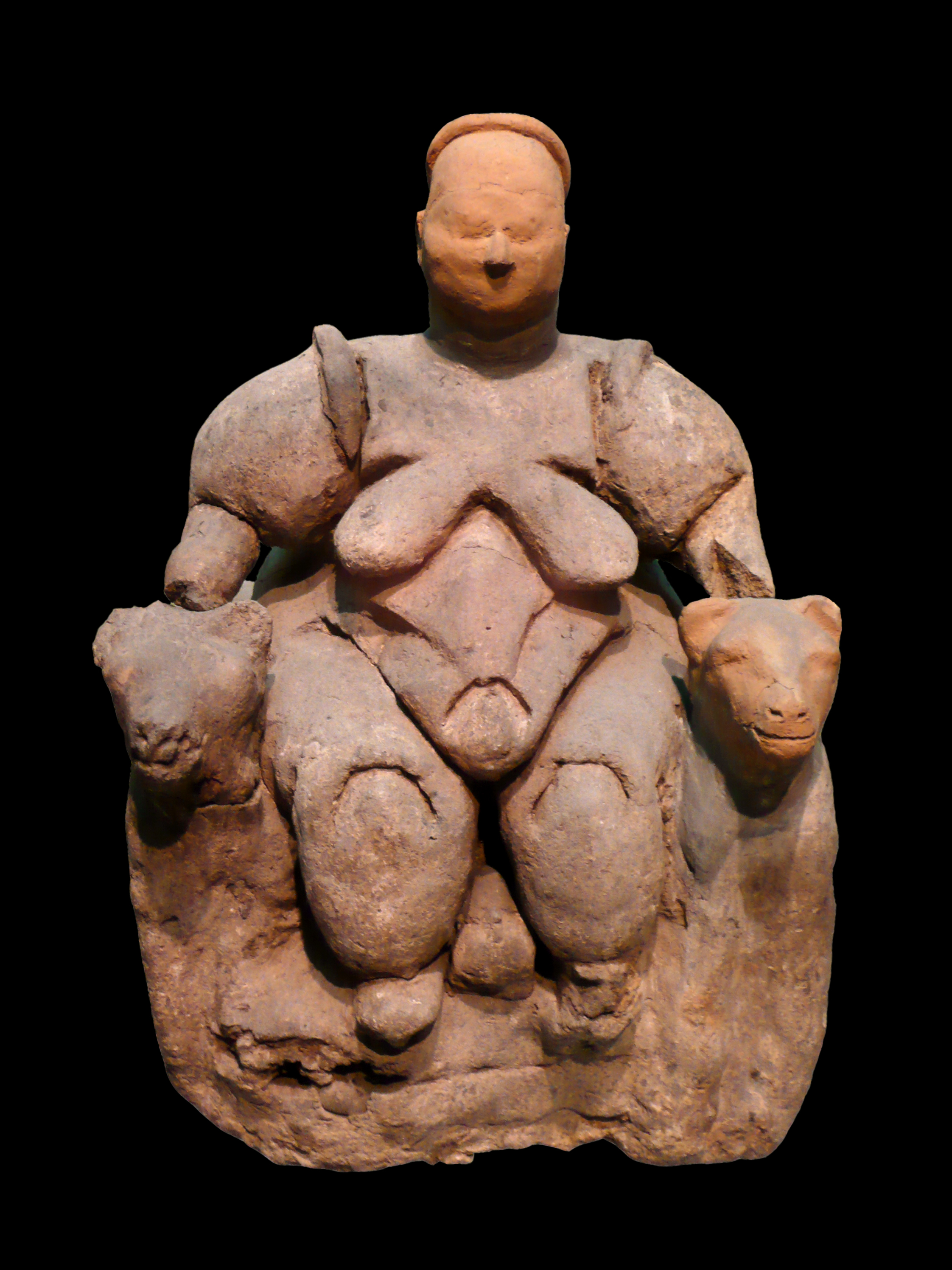
Zittende vrouw van Çatalhöyük

Er bestaat een verschil tussen de academische en de populaire opvatting over het begrip. De populaire opvatting wordt vooral gedragen door de godinnenbeweging en luidt dat primitieve samenlevingen eerst matriarchaal geweest zijn waarbij een soevereine, verzorgende, moederlijke aardegodin aanbeden werd. Zij bouwden daarbij voort op de negentiende-eeuwse ideeën van een unilineaire evolutie van Johann Jakob Bachofen. Zowel bij Bachofen als bij modernere theorieën is eerder sprake van een projectie van de huidige ideeën op oude mythes, dan dat er geprobeerd wordt de mentalité van die tijd te begrijpen. Veelal gaat dit gepaard met een verlangen naar een verloren beschaving uit vervlogen tijden die rechtvaardig, vredevol en wijs zou zijn geweest. Het is echter zeer onwaarschijnlijk dat een dergelijke beschaving heeft bestaan.
Lange tijd werd door feministische auteurs uitgedragen dat deze vredige, matriarchale agrarische samenlevingen werden uitgeroeid of onderworpen door nomadische, patriarchale krijgerstammen. Een belangrijke bijdrage hier was die van archeologe Marija Gimbutas. Haar werk op dit vlak wordt tegenwoordig echter grotendeels afgewezen. Ook bij feministische archeologen is deze visie tegenwoordig zeer omstreden.
Sinds de jaren 1960 werd vooral in de populaire literatuur een link gelegd tussen de vermeende verering van de moedergodin en de sociale positie die vrouwen in prehistorische samenlevingen zouden hebben ingenomen. Daarmee kreeg de discussie een politiek karakter. Vanuit de huidige door mannen gedomineerde maatschappij zou volgens de godinnenbeweging moeten worden teruggekeerd naar het egalitaire matriarchaat van vroeger tijden. Dat deze maatschappijvorm zou hebben bestaan, zou worden ondersteund door de vele Venusbeeldjes die terug zijn gevonden.

In academische kringen wordt dit prehistorische matriarchaat onwaarschijnlijk geacht. Allereerst betekent het aanbidden van een moedergodin niet noodzakelijk dat vrouwen de dienst uitmaakten. Daarnaast kunnen de venusbeeldjes ook gewone vrouwen voorstellen of gewone godinnen en is het onduidelijk of er werkelijk ooit sprake is geweest van een moedergodin.
Dit alles heeft zijn effect op archeologen die zich richten op mythologie en religie die niet geassocieerd willen worden met Gimbutas en de godinnenbeweging.